# گمینا گروجیسک ویلکوپولسکی
گمینا گروجیسک ویلکوپولسکی (به لهستانی:  Gmina Grodzisk Wielkopolski) یک گمینا در لهستان است که در شهرستان گروجیسک ویلکوپولسکی واقع شده است. گمینا گروجیسک ویلکوپولسکی ۱۳۴٫۴۹ کیلومتر مربع مساحت و ۱۸٬۶۱۶ نفر جمعیت دارد.